# Campionati del mondo di canottaggio 1990
I Campionati del mondo di canottaggio 1990 si sono tenuti tra il 31 ottobre e il 4 novembre a Lake Barrington, in Tasmania (Australia).

## Medagliere
| Posizione | Paese            |    |    |    | Totale |
| --------- | ---------------- | -- | -- | -- | ------ |
| 1         | Germania Est     | 5  | 1  | 5  | 11     |
| 2         | Germania Ovest   | 3  | 3  | 1  | 7      |
| 3         | Italia           | 3  | 0  | 1  | 4      |
| 4         | Unione Sovietica | 2  | 3  | 1  | 6      |
| 5         | Danimarca        | 2  | 1  | 0  | 3      |
| 6         | Romania          | 2  | 0  | 0  | 2      |
| 7         | Stati Uniti      | 1  | 3  | 1  | 5      |
| 8         | Canada           | 1  | 2  | 1  | 4      |
| 8         | Paesi Bassi      | 1  | 2  | 1  | 4      |
| 10        | Australia        | 1  | 1  | 2  | 4      |
| 11        | Austria          | 1  | 0  | 1  | 2      |
| 12        | Francia          | 0  | 2  | 0  | 2      |
| 13        | Belgio           | 0  | 1  | 1  | 2      |
| 13        | Cecoslovacchia   | 0  | 1  | 1  | 2      |
| 15        | Spagna           | 0  | 1  | 0  | 1      |
| 15        | Svizzera         | 0  | 1  | 0  | 1      |
| 17        | Gran Bretagna    | 0  | 0  | 2  | 2      |
| 18        | Cina             | 0  | 0  | 1  | 1      |
| 18        | Jugoslavia       | 0  | 0  | 1  | 1      |
| 18        | Norvegia         | 0  | 0  | 1  | 1      |
| 18        | Nuova Zelanda    | 0  | 0  | 1  | 1      |
| Totale    | Totale           | 22 | 22 | 22 | 66     |

## Podi

### Maschili
| Evento | Oro | Perform. | Argento | Perform. | Bronzo | Perform. |
| M1x    | Unione Sovietica Jüri Jaanson | 7:22.15  | Cecoslovacchia Vaclav Chalupa Jr | 7:26.98  | Nuova Zelanda Eric Verdonk | 7:31.70  |
| M2x    | Austria Arnold Jonke (b) Christoph Zerbst (s) | 6:56.37  | Germania Est Thomas Lange (b) Stefan Ullrich (s) | 6:57.08  | Australia Peter Antonie (b) Paul Reedy (s) | 7:04.49  |
| M4x    | Unione Sovietica Vitali Dosenko (b) Sergei Kinjakin (2) Nikolai Tchuprina (3) Guirts Vilks (s)                                                                                              | 5:40.44  | Svizzera Ueli Bodenmann (b) Marc-Sven Nater (2) Alexander Ruckstuhl (3) Beat Schwerzmann (s) | 5:41.81  | Italia Alessandro Corona (b) Gianluca Farina (2) Massimo Paradiso (3) Filippo Soffici (s)                                                                                      | 5:42.18  |
| M2+    | Italia Carmine Abbagnale (b) Giuseppe Abbagnale (s) Giuseppe Di Capua (c) | 6:48.30  | Spagna Jose Ignacio Bugarin Pereira (b) Ibon Urbieta Zubiria (s) Gabriel De Marco (c) | 6:50.52  | Jugoslavia Milan Jansa (b) Robert Krasovec (s) Robert Erzen (c) | 6:51.84  |
| M2-    | Germania Est Thomas Jung (b) Uwe Kellner (s) | 7:07.91  | Unione Sovietica Nikolai Pimenov (b) Yurij Pimenov (s) | 7:10.20  | Gran Bretagna Matthew Pinsent (b) Steve Redgrave (s) | 7:12.38  |
| M4-    | Australia Nick Green (b) Mike McKay (2) James Tomkins (3) Sam Patten (s) | 5:52.20  | Paesi Bassi Niels van der Zwan (b) Jaap Krijtenburg (2) Bart Peters (3) Sven Schwarz (s) | 5:53.41  | Germania Est Ralf Brudel (b) Olaf Foerster (2) Thomas Greiner (3) Jens Luedecke (s)                                                                                            | 5:54.71  |
| M4+    | Germania Est Bernd Eichwurzel (b) Mario Gruessel (2) Detlef Kirchhoff (3) Stefan Schulz (s) Hendrik Reiher (c)                                                                              | 6:46.73  | Germania Ovest Wolfgang Klapheck (b) Stefan Scholz (2) Ansgar Wessling (3) Volker Zimmermann (s) Thomas Alt (c)                                                                                 | 6:48.03  | Unione Sovietica Igor Bortnitski (b) Sigitas Kushinskas (2) Yoanas Narmontas (3) Vladimir Romanishin (s) Petr Petrinitch (c)                                                   | 6:49.40  |
| M8+    | Germania Ovest Roland Baar (b) Dirk Balster (2) Frank Dietrich (3) Christoph Korte (4) Frank Richter (5) Martin Steffes-Mies (6) Matthias Ungemach (7) Armin Weyrauch (s) Manfred Klein (c) | 5:26.62  | Canada Darren Barber (b) Andy Crosby (2) Robert Bob Marland (3) Derek Porter (4) Michael Mike Rascher (5) Bruce Robertson (6) Brian Saunderson (7) John Wallace (s) Terry Paul (c)              | 5:27.57  | Germania Est Thomas Baensch (b) Andre Hache (2) Frank Pawlowski (3) Michael Peter (4) Roland Shröder (5) Hans Sennewald (6) Thomas Woddow (7) Lutz Thiede (s) Peter Thiede (c) | 5:29.88  |
| LM1x   | Paesi Bassi Frans Goebel | 7:21.24  | Belgio Wim Van Belleghem | 7:22.49  | Norvegia Per Sætersdal | 7:28.80  |
| LM2x   | Stati Uniti Robert Dreher (b) Stephen Peterson (s) | 7:46.15  | Germania Ovest Karsten Krueger (b) Peter Müller (s) | 7:46.38  | Austria Walter Rantasa (b) Christoph Schmoelzer (s) | 7:46.88  |
| LM4x   | Italia Francesco Esposito (b), Massimo Lana (2) Paolo Pittino (3) Massimo Guglielmi (s) | 5:46.38  | Francia Bruno Boucher (b) Bruno Lebeda (2) Laurent Porchier (3) Thierry Renault (s) | 5:48.58  | Australia Steve Hawkins (b) Bruce Hick (2) Gary Lynagh (3) ?? (s) | 6:48.72  |
| LM4-   | Germania Ovest Klaus Altena (b) Michael Buchheit (2) Stephan Fahrig (3) Bernhard Stomporowski (s)                                                                                           | 7:03.68  | Francia Stephane Guerinot (b) Laurent Irazusta (2) Benoit Masson (3) Jose Oyarzabal (s) | 7:05.57  | Paesi Bassi Frank Gerritse (b) Pim Laken (2) Mark Emke (3) Han de Regt (s) | 7:05.84  |
| LM8+   | Italia Enrico Barbaranelli (b) Franco Falossi (2) Carlo Gaddi (3) Fabrizio Ranieri (4) Fabrizio Ravasi (5) Andrea Re (6) Roberto Romanini (7) Alfredo Striani (s) Giuseppe Lamberti (c)     | 5:35.03  | Danimarca Sven Blitskov (b) Peter Madsen (2) Flemming Meyer (3) Vagn Nielsen (4) Henning Bay Nielsen (5) Lars Rasmussen (6) Hans Christian Soerensen (7) Bo Vestergaard (s) Stephen Masters (c) | 5:36.98  | Gran Bretagna Christopher Bates (b) Marysh Chmiel (2) Peter Haining (3) Toby Hessian (4) Tom Kay (5) Carl Smith (6) Neil Staite (7) Stephen Wright (s) John Deakin (c)         | 5:37.75  |

### Femminili
| Evento | Oro | Perform. | Argento | Perform. | Bronzo | Perform. |
| W1x    | Germania Est Birgit Peter | 7:24.10  | Canada Silken Laumann | 7:27.08  | Germania Ovest Titie Jordache | 7:30.03  |
| W2x    | Germania Est Kathrin Boron (b) Beate Schramm | 8:18.63  | Unione Sovietica Inna Frolova (b) Tatjana Ustiujanina (s) | 8:23.46  | Stati Uniti Kristine Karlson (b) Alison Townley (s) | 8:29.35  |
| W4x    | Germania Est Kerstin Koeppen (b) Claudia Krüger (2) Sybille Schmidt (3) Jana Rau-Sorgers (s) | 6:14.08  | Unione Sovietica Alena Chlopcava (b) Svitlana Mazij (2) Maria Omeljanovitch (3) Saria Zakirova (s)                                                                                     | 6:20.25  | Cecoslovacchia Hana Kafkova (b) Iva Mikolova (2) Martina Sefcikova (3) Irena Soukupova (s) | 6:22.33  |
| W2-    | Germania Ovest Stefanie Werremeier (b) Ingeburg Schwerzmann-Althoff (s) | 8:28.37  | Stati Uniti Stephanie Maxwell-Pierson (b) Anna Seaton (s) | 8:41.62  | Germania Est Ina Justh (b) Birte Siech (s) | 8:44.59  |
| W4-    | Romania Doina Snep-Balan (b) Iulia Bobeica-Bulie (2) Marioara Curela (3) Doina Ciucanu-Robu (s) | 7:51.68  | Germania Ovest Silvia Doerdelmann (b) Meike Hollaender (2) Gabriele Mehl (3) Cerstin Petersmann (s)                                                                                    | 7:52.45  | Germania Est Jeanette Barth (b) Antje Frank (2) Kathrin Haacker (3) Judith Ungemach-Zeidler (s) | 7:56.54  |
| W8+    | Romania Doina Snep-Balan (b) Iulia Bobeica-Bulie (2) Constanța Burcică (3) Veronica Cochela-Cogeanu (4) Marioara Curela (5) Anişoara Oprea (6) Marioara Popescu (7) Doina Ciucanu-Robu (s) Elena Georgescu-Nedelc (c) | 5:59.26  | Stati Uniti Shelagh Donohoe (b) Cynthia Eckert (2) Sarah Gengler (3) Kelley Jones (4) Stephanie Maxwell-Pierson (5) Tracy Rude (6) Anna Seaton (7) Kathryn Young (s) Yasmin Farooq (c) | 6:01.67  | Germania Est Ramona Franz (b) Christiane Harzendorf (2) Anette Hohn (3) Micaela Schmidt-Kubicki (4) Ute Schell-Stange (5) Annegret Strauch (6) Ute Noetzel-Wild (7) Heike Winkler (s) Yvonne Illing (c) | 6:03.18  |
| LW1x   | Danimarca Mette Bloch Jensen | 8:12.64  | Paesi Bassi Laurien Vermulst | 8:14.58  | Belgio Rita Defauw | 8:21.20  |
| LW2x   | Danimarca Ulla Jensen (b) Regitze Siggaard (s) | 6:57.96  | Stati Uniti Holly Brunkov (b) Lindsay Burns (s) | 7:03.24  | Canada Brenda Colby (b) Wendy Wiebe (s) | 7:03.30  |
| LW4-   | Canada Jill Blois (b) Colleen Miller (2) Diana Sinnage (3) Rachel Starr (s) | 6:38.40  | Australia Amanda Cross (b) Rebecca Joyce (2) Sally Ninham (3) Pam Westendorf-Marshall (s)                                                                                              | 6:40.32  | Cina Sanmei Liang (b) Zhi-ai Lin (2) Meilan Zeng (3) Huajie Zhang (s) | 6:42.30  |